# Чуйко Володимир Лук'янович
Чуйко́ Володи́мир Лук'я́нович (1 серпня 1941 р., село Жеребкове, Одеська область — 28 травня 2013, Київ) — український поет, літературний критик, публіцист. Член НСПУ.

## З біографії
Народився 1941 року в селі Жеребкове Ананьївського району на Одещині. Закінчив українське відділення філологічного факультету Одеського університету. По закінченні Одеського університету працював шкільним вчителем української мови і літератури на Миколаївщині.
Член Національної Спілки письменників України. Рекомендацію для вступу до Спілки письменників України Володимиру Чуйку дав Володимир Забаштанський.

Могила Володимира Чуйка, Байкове кладовище

Автор збірок поезії «Аксіоми землі» (1988), «Тихий вогонь», літературно-критичного нарису «Чисте золото братерства»; упорядник збірника «Іван Сірко» (серія «Кошові Запорізької Січі»), низки літературно-критичних нарисів, численних публікацій у періодиці. Довгий час очолював відділ критики та публіцистики літературного журналу «Дніпро».
Упорядник антологій української поезії «Книга про матір» (Київ: Криниця, 2004) та «Книга про батька» (Київ: Криниця, 2013) (опублікована посмертно).
Помер на 72-му році життя 28 травня 2013 року. Похований у колумбарії Байкового кладовища.

## Відзнаки
Лауреат літературної премії ім. Андрія Малишка.